# Orthalicidae
Orthalicidae zijn een familie van weekdieren uit de klasse van de Gastropoda (slakken).

## Taxonomie
De volgende onderfamilie is bij de familie ingedeeld:
- Orthalicinae AIbers, 1860 - 83 soorten[2]
  - = Liguidae Pilsbry, 1891